# 齋藤朝比古
齋藤 朝比古（さいとう あさひこ、1965年（昭和40年）3月31日 -）は、東京都出身の俳人。本名・淳彦（あつひこ）。保谷市（現・西東京市）生。1993年、「炎環」に入会、石寒太に師事。1994年、超結社「豆の木」（代表こしのゆみこ）に参加。1997年、合同句集『炎環新鋭叢書 青炎』刊行。1998年、第3回炎環新人賞受賞。2004年、第10回豆の木賞受賞。2006年、第21回俳句研究賞受賞。2009年、石田波郷新人賞選考委員。2011年、アンソロジー『俳コレ』（邑書林）入集。2013年、第一句集『累日』刊行。
俳句の国に暮らす人と評される飄々とした句風（上田信治）で、小野裕三はその作品に「些細な日常的要素を、ユートピア的世界へと瞬時に手品のように構成し直す」技術があると評する。「炎環」同人。